# Nazdar
Nazdar (zdrobněle nazdárek) je původní český pozdrav, který se začal užívat od 14. dubna 1851. Tehdy byla vyhlášená sbírka na vybudování Národního divadla a po Praze a dalších českých městech začali chodit výběrčí s pokladničkami a nápisem „Na zdar Národního divadla.“ Díky rozsáhlosti sbírky se pozdrav rozšířil po celých Čechách a ujal se i na Slovensku.
Po vzniku pražského Sokola byl současně s praporem schválen i pozdrav „Nazdar!“. Později se tento pozdrav proslavil v první světové válce zejména díky rotě českých dobrovolníků (tehdy pojmenované NA ZDAR), která tvořila základ československých legií ve Francii a slavně zvítězila v bitvě u Arrasu 9. května 1915.
Pozdrav se ujal také jako pozdrav českých skautů.
Pozdrav nazdar používají také Ozbrojené síly České republiky. Pokud do České republiky přijede na státní návštěvu cizí hlava státu, při uvítacím ceremoniálu Hradní stráže zdraví nastoupenou jednotku přicházející hlava státu „Vojáci, nazdar!“, načež nastoupená jednotka odpovídá „Zdar!“.

## Zajímavosti
- slovem Nazdar (slangově Nazdárek) byla kdysi pojmenována i jedna z československých parních lokomotiv
- ke slovu Nazdar existuje i humorně laděná parafráze Na Žďár!